# 莫君虞
莫君虞，JP，香港公務員，現任保安局副秘書長，曾任粵港澳大灣區發展副專員及深水埗民政事務專員。他在1997年從香港中文大學新亞書院畢業後，加入香港政府展開其公務員生涯。此後，他先後在不同的決策局及部門工作，亦曾派駐香港駐布魯塞爾經濟貿易辦事處。他於2012年被任命為深水埗民政事務專員，並於2016年離任。在2020年香港立法會選舉中，他獲安排出任法律界功能界別的選舉主任，裁定郭榮鏗的提名無效，使他失去香港立法會議員的資格。

## 早年生活
莫君虞中學就讀拔萃男書院，並在1992年畢業。他在大學時期入讀香港中文大學新亞書院，主修市场营销學，並在1997年取得工商管理學學士學位。他在大學畢業的時候正值香港回歸，他向《南華早報》表示，作為中國人不應該支持分裂，並對香港前景感到樂觀，將視之為家並繼續發展事業。

## 公務員生涯

### 早年工作
莫君虞在1997年大學畢業後，隨即於同年7月入職香港政府擔任政務主任。他入職後隨即獲委任為公務員事務局助理局長，負責香港公務員的管理及培訓，任內曾隨同局長林煥光及副局長王倩儀訪京，與中國的官方管理及培訓單位展開聯繫。在2000年，他調任運輸局助理局長，並主理調整違例駕駛的罰則，同時引入駕駛改善計劃，使駕駛者可以通過再培訓來抵銷違例駕駛的罰分。他在2002年起獲港府派至香港駐布魯塞爾經濟貿易辦事處任職，至2006年返港。

### 返港任職
於2006年從布魯塞爾返港後，莫君虞獲安排於食物環境衞生署出任高級政務主任。他在上任後隨即協助港府修訂《吸煙（公眾衛生）條例》，並統籌跨部門會議，為2007年1月1日實施新例作好準備。在隨後的安排中，他被升任民政事務局首席助理局長，負責康樂及體育政策，並晉升為首長級丙級政務官。2010年2月，他接待澳門民政總署訪港代表團，向澳門介紹香港大熊貓的飼養及管理，為澳門迎接中华人民共和国国务院贈送的大熊貓提供參考。然而，在同月，龍鼓灘發生了致命的卡丁車意外，當時多個政府部門均不承認涉及其監管。港府最終責令莫統籌跨部門調查小組進行跟進，他亦要求車場提交事故報告。在調查六個月後，他促成制定安全指引及規限服飾等改善措施，並重申卡丁車場必須在安全水平達標後才能重新開放。在任內，他亦參與籌備香港申辦2023年亞洲運動會及改革香港足球的鳳凰計劃等事宜。

### 民政事務專員

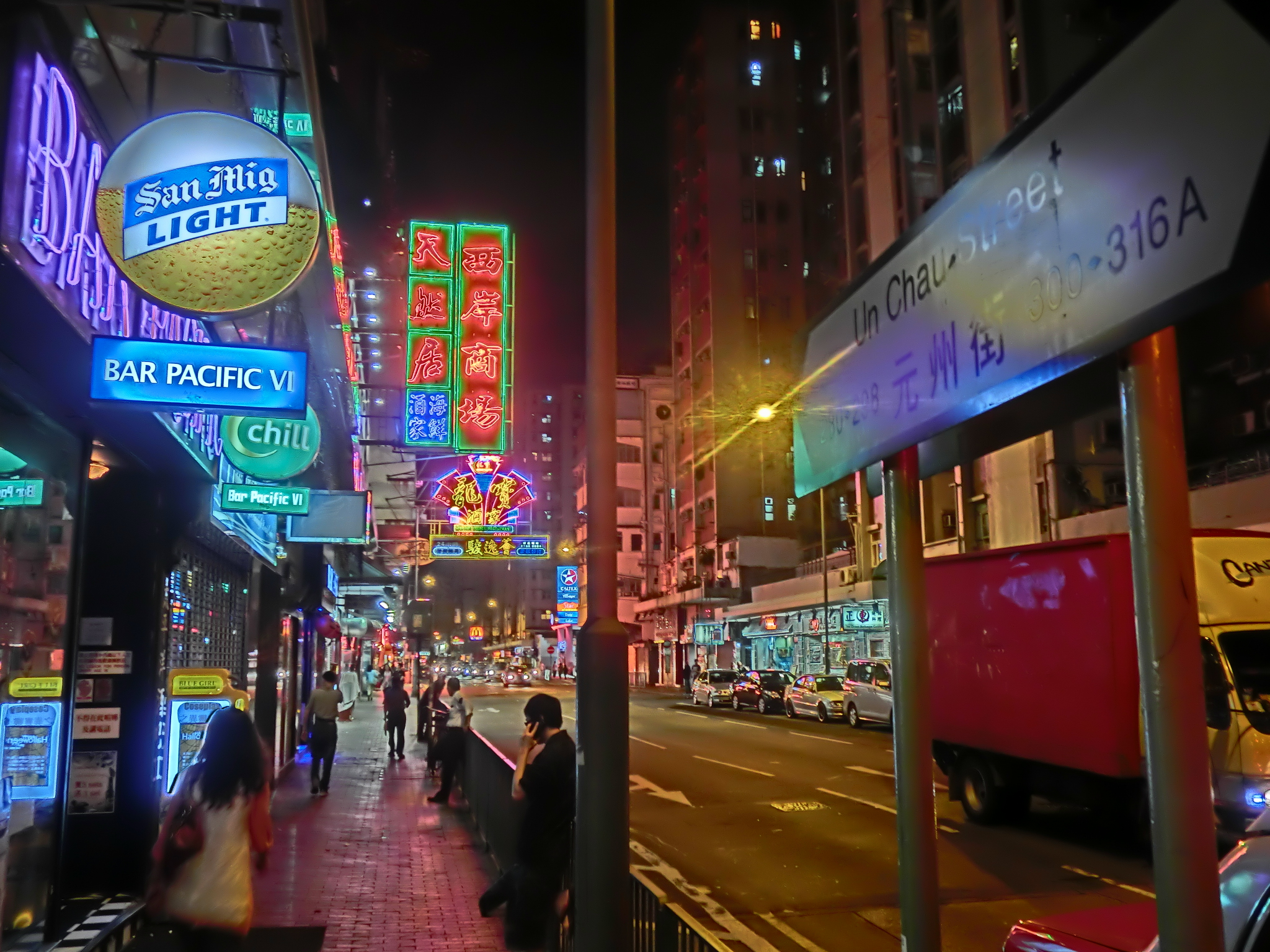
莫君虞在2012年至2016年擔任深水埗民政事務專員

莫君虞在2012年3月12日獲港府委任為深水埗民政事務專員，並在同月23日獲委任為官守太平紳士。他在上任時獲得建制派地區領袖設宴歡迎，並在任內與他們保持緊密聯繫，更曾為香港經濟民生聯盟的辦事處揭幕。 
莫在任內長期面對露宿者聚集在區內的問題。他曾在2013年年中於深水埗區議會的會議上指出，深水埗的明哥陳灼明長期義贈飯菜給草根階層會鼓勵更多人露宿，因此遭到民眾批評。此後，他承認露宿者已成為社區的一部分，並表明不可能將他們驅逐離開，使得他挽回地區組織的支持。作為彌補措施，他在2015年8月推出清潔運動以提升區內的潔淨水平。不過，加強清潔街道及公園的措施變相增加驅趕露宿者的次數，而他更拒絕承諾提前告知露宿者清潔時間，再次飽受抨擊。他在2016年6月26日離任專員，並由李國雄接替。

### 重返政總
莫君虞從深水埗區離任後，獲港府保送至史丹佛大學修讀管理硕士課程。返港後，他獲安排任職公務員事務局首席助理秘書長，負責公務員薪酬及假期等政策。自此，他曾處理多次公務員薪酬調整，包括於2018年6月及2019年6月的加薪措施，以及於2020年6月凍結薪酬。在任內，他曾於及後取消的2020年香港立法會選舉中擔任法律界功能界別選舉主任，協助選舉管理委員會推行政治审查制度，並裁定郭榮鏗的提名無效，遂褫奪其議員資格。及後，他在2020年9月起獲調職至粵港澳大灣區發展辦公室，出任副專員。他在2022年晉升為首長級乙級政務官，以及於同年9月30日再獲委任為官守太平紳士。他在2025年1月卸任大灣區副專員，由馮雅慧接任。
莫於2025年1月起出任保安局副秘書長，負責國家安全政策等工作。在2025年3月21日，他向四家澳洲傳媒發信，嚴斥他們刊登香港警務處國家安全處通緝人士任建峰的文章，並澄清港府不會以非常規引渡形式迫使涉案人士返港。

## 榮譽

### 殊勳
- 官守太平紳士（J.P.）（2012年3月23日－2016年6月26日；2022年9月30日－）[20][36]

### 頭銜
- 莫君虞，JP（Benjamin Mok Kwan-yu, JP，2012年3月23日－2016年6月26日；2022年9月30日－）[20][36]

## 注脚
1. ↑  亚洲奥林匹克理事会早期規劃第19屆亞洲運動會於2023年舉行[16]，及後決定於2022年舉行，惟因2019冠状病毒病疫情而再度推遲至2023年[17]。
2. ↑  四家澳洲傳媒為《雪梨晨鋒報》、《世纪报》、《布里斯本電子時報（英语：Brisbane Times）》及《今日西澳（英语：WAtoday）》[39][40]。